# Hans Jordan (Sänger)
Hans Jordan (* 24. Mai 1910 in Wien-Floridsdorf; † 1978) war ein österreichischer Wienerlied-Interpret.

## Leben
Jordan war jüngstes von 4 Kindern. Er erlernte den Beruf eines Schilder - und Reklamemalers. Er besuchte einige Semester als Gaststudent an („der Angewandten“) der Kunstgewerbeschule des Österreichischen Museums für Kunst und Industrie in Wien. Schon als Kind hatte er eine schöne Stimme. Später trat er auch ohne Gesangsausbildung als Stimmungssänger an die Öffentlichkeit. Da er damit Erfolg hatte, baute er sein Programm weiter aus und trat erfolgreich als Humorist mit einer Tanzgruppe und mit Parodien unter anderem auch gemeinsam mit Toni Strobl auf.
Als Floridsdorfer blieb er auch als Stimmungssänger seinem Heimatbezirk treu und war daher fast immer in Stammersdorf, Jedlersdorf oder in Strebersdorf anzutreffen. Hier arbeitete er auch mit seinem Freund, dem Komponisten Pepi Wakovsky zusammen und hob das Lied Der narrische Kastanienbaum (Text von Hans Pflanzer) aus der Taufe. Gemeinsam mit Pepi Wakovsky und seinen Schrammeln trat er als Sänger 1947 im Künstlerhaus auf. Hans Jordan liebte es, in der Art der alten Volkssänger aufzutreten und so sang er auch das Lied Stellts meine Roß in' Stall als besondere Einlage im Fiakerkostüm mit Pepitahose, Samtjacke, Zylinder und Peitsche.
Hans Jordan wurde in Wien-Floridsdorf auf dem Stammersdorfer Zentralfriedhof (Gruppe 22B, Nummer 61) bestattet.

## Anerkennungen
- Die von ihm gemalte Ölbilderserie „Alt-Wiener Typen“, insgesamt 25 Stück, wurden nach seinem Tod seinem Wunsch entsprechend dem Floridsdorfer Heimatmuseum gespendet und war dort für einige Jahre ausgestellt.